# Château d'Escalup
Le château d’Escalup, bâti au XIVe siècle, sur la commune de Lamontjoie (Lot-et-Garonne) est un château de « type gascon ».

## Description
Le château fut édifié par la famille d’Escalup, dont il a conservé le nom. Il est parfois considéré comme une salle (ou tour-salle), la différence entre la salle et le « château gascon » étant parfois difficile à établir. C’est un corps de bâtiment rectangulaire, accoté d’une seule tour peu saillante et qui fut arasée à la hauteur du bâtiment principal.
Il comporte quatre niveaux. Les deux premiers, percés de simples meurtrières, étaient affectés au stockage, les niveaux supérieurs servant pour l’habitation : ils sont percés de grandes baies qui paraissent d’origine. Un pilier central en pierre soutenait le plancher du 3e niveau. L’intérieur était desservi par des escaliers en bois, mais un escalier à vis dans l’épaisseur du mur menait du 3e au 4e niveau. La présence de corbeaux sur l’extérieur des murs nord et ouest laisse penser qu’il existait une galerie en bois ou des hourds.

## Histoire
De la famille d’Escalup, le château passa à celle des Malvin, qui y apporte des modifications au XVIIe siècle. Au XVIIIe, sont édifiées diverses dépendances.
À la Révolution, les bâtiments ne sont plus habités, la toiture s'est effondrée et les terres sont réunies avec celles de la propriété des Ferbos-Magnos.
Depuis 2005 le château racheté est en cours de restauration.
Le château a été inscrit au titre des monuments historiques en 1999,.